# Crotalaria collettii
Crotalaria collettii är en ärtväxtart som beskrevs av David Prain. Crotalaria collettii ingår i släktet sunnhampor, och familjen ärtväxter. Inga underarter finns listade i Catalogue of Life.